# Герника (фильм, 1950)
Герника (фр. Guernica) — короткометражный документальный фильм французских кинорежиссёров Робера Эссанса и Алена Рене, снятый в 1949 году и вышедший на экраны в 1950 году. Антивоенный документальный фильм был снят по одноимённой картине Пабло Пикассо на текст написанный Полем Элюаром. На роль чтицы была приглашена актриса Мария Казарес, которая покинула Испанию во время Гражданской войны и обосновалась во Франции.

## Работа над фильмом
Первым фильмом Алена Рене стал короткометражный документальный фильм «Ван Гог» (1948), который получил признание критики и ряд международных призов. По мнению С. И. Юткевича этот фильм не являлся простым пересказом биографии художника, а «умело вводил в мир его образов, в поэтику его яростного творчества». Развивая достигнутый успех А. Рене обращается к дальнейшему синтезу живописи и кино, проблеме связи художника с жизнью. Его интересовало соотношение реальной действительности и художественного творчества выдающихся мастеров на экране, что нашло в таких его документальных фильмах 1950 года как «Гоген» и «Герника».
Антивоенный документальный фильм «Герника» был снят по одноимённой картине Пабло Пикассо на текст написанный Полем Элюаром. На роль чтицы была приглашена актриса Мария Казарес, которая покинула Испанию во время Гражданской войны, а её отец занимал министерский пост в правительстве Второй Республики: «Крупные планы морды разъярённого быка, запрокинутых, искажённых криком лиц, бьющегося в конвульсиях железного коня — фрагменты полотна Пикассо — „монтировались“ с голосом, читающим стихи в сопровождении рояля».
Заинтересованность картиной Пикассо, её связью с судьбой погибших людей и разрушенного города Ален Рене в интервью в 1961 году объяснял следующим образом: «Герника показалась нам первым проявлением тяги уничтожать из любви к уничтожению: опыт, некогда проведённый на человеческом материале, чтобы проверить, что получается». По его словам, он сожалел, что подобная картина-предупреждение была не сделана на десятилетие раньше (до Второй мировой войны), «но фильмы делаются лишь постфактум...».
По словам Алена Рене, первоначальная идея фильма принадлежала Роберу Эссансу, с которым он уже работал над лентой «Ван Гог» и который предложил сценарий. Рене, отмечая вклад его соавтора, говорил по этому поводу: «Не нужно забывать: я всегда работал в сотрудничестве с другими. Однако моё имя упоминают всегда, а их — никогда. Это обидно... особенно для них».

## Сюжет
Картина снята на основе картин и скульптур Пабло Пикассо созданных между 1902 и 1949 годами. Текст написанный Полем Элюаром читают Мария Казарес и Жак Прюво. Как указывается в предисловии главной темой фильма стало полотно Пикассо «Герника» написанное им в мае 1937 года под впечатлением от бомбардировки Герники, произошедшей незадолго до этого во время Гражданской войны в Испании (1931—1939 годов). Лента «воскрешает» на экране эти трагические события посредством обращения к творчеству Пикассо охватывающего различные его периоды, но объединённых одной темой затронутой в фильме и смонтированных с кадрами ужасов гражданской войны. Фильм заканчивается на оптимистичной ноте, где в финале показывается не образы смерти, а пробуждающейся жизни — скульптура Пикассо «Человек с ягненком» (1943).

## Критика
По мнению французского киноведа и историка кино Жоржа Садуля после Второй мировой войны национальная школа документального фильма «несмотря на материальные трудности и моральные препятствии, оставалась по-прежнему одной из лучших в мире». В этот период в Европе было снято несколько замечательных фильмов исторического и социального характера. Также значительное место заняли документальные фильмы посвящённые искусству и его мастерам среди которых Садуль в первую очередь выделял ленты «Ван Гог» и «Герника» Алена Рене.
Позже Садуль в своей статье 1959 года писал, что «Герника» представляет собой картину, которая вышла за рамки «фильмов об искусстве»:
В этой пластической симфонии Рене свёл в единый поток разнородные элементы: „периоды“ Пикассо, чередующиеся вне всякой хронологии, живопись, отрывки из газетных статей, скульптуру, журнальные фотографии. 
 ...Она была не столько поучающей, сколько лирической, эта замечательная песнь в зримых образах. Стихи Поля Элюара и голос Марии Казарес придали ей напевность, отзвук которой слышится в „Хиросиме“.
Как указывал киновед С. И. Юткевич в этой картине большая заслуга Алена Рене заключается в том, что он сумел творчески совместить контрапункт звука и изображения, образов войны и мирных полотен Пикассо, что производит потрясающее впечатление на зрителя. По его мнению режиссёр «сумел разгадать сложный шифр метафорического мышления художника, вскрыть подлинно человеческое содержание картины, осветить её антифашистскую направленность и установить органическую связь „Герники“ со всем творческим путем Пикассо». По мнению советского киноведа эта лента является одним из редчайших примеров удачного синтеза искусств, когда именно средствами кинематографа удалось не только раскрыть произведение живописи, но и «дополнить, обогатить и осветить его по-новому».

## В ролях
- Мария Казарес — закадровый текст
- Жак Прюво — закадровый текст

## Признание
- 1952 — Гран-при кинофестиваля в Пунта дель Эсте[6].